# Westbourne
Westbourne är en by och en civil parish i Chichester, West Sussex, England. Orten hade 2 140 invånare. (2001)